# St. Georg (Itzum)

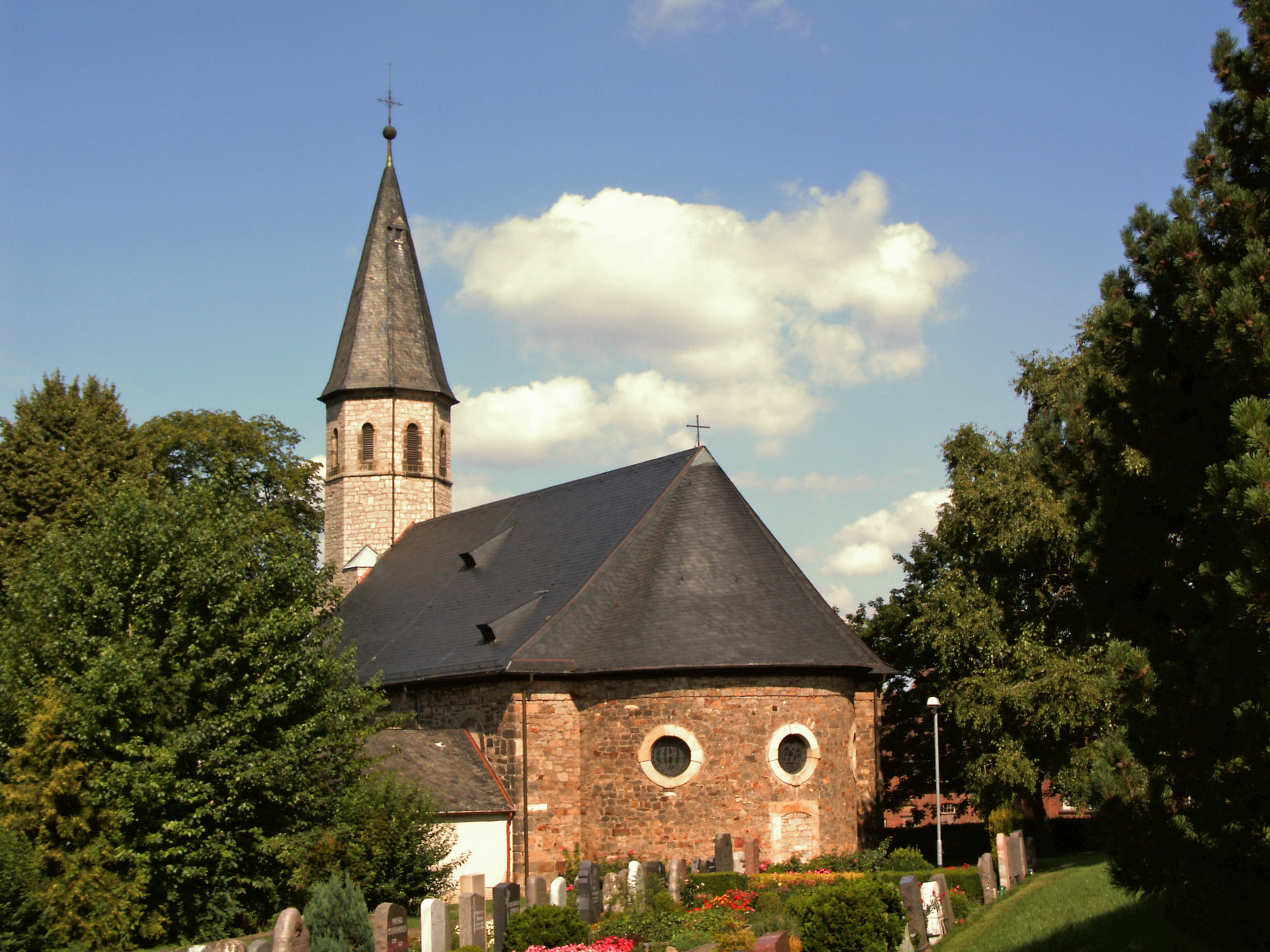
St. Georg

Die römisch-katholische Kirche St. Georg steht in Itzum, einem Stadtteil von Hildesheim im Landkreis Hildesheim von Niedersachsen. Die Kirche gehört zur Pfarrgemeinde Liebfrauen Hildesheim im Dekanat Hildesheim des Bistums Hildesheim.

## Beschreibung
Eine Kirche in Itzum wurde 1628 erstmals erwähnt. Die jetzige Saalkirche aus Bruchsteinen wurde 1821 erbaut, weil der Vorgängerbau baufällig und zu klein war. Der quadratische Glockenturm im Westen wurde erst 1896 an das Kirchenschiff mit seiner halbrunden Apsis im Osten angefügt. Seine beiden oberen Geschosse sind achteckig. Das untere von beiden beherbergt die Turmuhr mit dem Zifferblatt nach Westen, im darunter liegenden befindet sich der Glockenstuhl. 1895 wurden von der Radlerschen Glockengießerei drei Kirchenglocken gegossen, die große mit dem Schlagton es′ wiegt 861 kg, die mittlere mit dem Schlagton g′ wiegt 432 kg und die kleine mit dem Schlagton b′ wiegt 250 kg. Bekrönt wird der Turm von einem achtseitigen, spitzen Zeltdach. Alle Dächer sind schiefergedeckt. Eine erste Orgel mit 13 Registern, einem Manual und einem Pedal wurde 1822 gebaut. Sie wurde im Jahre 1878 von Philipp Furtwängler & Söhne grundlegend überarbeitet. 1990 wurde sie von der Emil Hammer Orgelbau restauriert.